# UEFA U-21欧州選手権2017 (予選)・グループ7
UEFA U-21欧州選手権2017 (予選)・グループ7は、UEFA U-21欧州選手権2017 (予選)のグループ7の結果をまとめたものである。このグループは、ドイツ、ロシア、オーストリア、フィンランド、アゼルバイジャン、フェロー諸島の6チームで構成される。
1位チームはUEFA U-21欧州選手権2017本大会の出場権を獲得する。2位チームは他の組の2位チームと比較して (6チームで構成されるグループなので、6位との対戦成績を除外する)、上位4チームがプレーオフに進出する。プレーオフで勝利したチームが本大会の出場権を獲得する。

## 順位表
| チーム           | 試 | 勝 | 分 | 敗 | 得 | 失 | 差  | 点 |
| ---------------- | -- | -- | -- | -- | -- | -- | --- | -- |
| ドイツ           | 10 | 10 | 0  | 0  | 35 | 8  | +27 | 30 |
| オーストリア     | 10 | 7  | 1  | 2  | 22 | 12 | +10 | 22 |
| フィンランド     | 10 | 4  | 2  | 4  | 13 | 10 | +3  | 14 |
| アゼルバイジャン | 10 | 2  | 3  | 5  | 3  | 19 | −16 | 9  |
| ロシア           | 10 | 2  | 3  | 5  | 15 | 19 | −4  | 9  |
| フェロー諸島     | 10 | 0  | 1  | 9  | 3  | 28 | −25 | 1  |

| チーム  | チーム           | AWAY       | AWAY             | AWAY             | AWAY                 | AWAY       | AWAY             |
| チーム  | チーム           | ドイツの旗 | オーストリアの旗 | フィンランドの旗 | アゼルバイジャンの旗 | ロシアの旗 | フェロー諸島の旗 |
| ------- | ---------------- | ---------- | ---------------- | ---------------- | -------------------- | ---------- | ---------------- |
| H O M E | ドイツ           | X          | 4 - 2            | 4 - 0            | 3 - 1                | 4 - 3      | 4 - 1            |
| H O M E | オーストリア     | 1 - 4      | X                | 2 - 0            | 7 - 0                | 4 - 3      | 1 - 0            |
| H O M E | フィンランド     | 0 - 1      | 0 - 1            | X                | 0 - 0                | 2 - 0      | 3 - 0            |
| H O M E | アゼルバイジャン | 0 - 3      | 0 - 2            | 0 - 1            | X                    | 3 - 0      | 1 - 1            |
| H O M E | ロシア           | 0 - 2      | 1 - 1            | 1 - 1            | 2 - 2                | X          | 2 - 0            |
| H O M E | フェロー諸島     | 0 - 6      | 0 - 1            | 1 - 6            | 0 - 1                | 0 - 3      | X                |

## 試合結果
試合開始時間は全てCET (UTC+1)。ただし、2015年3月29日から同年10月24日の試合および2016年3月27日から同年10月29日の試合はCEST (UTC+2)。
| 2015年6月17日 18:00 |

| フェロー諸島 | 0 - 1    | アゼルバイジャン |
|              | レポート | サラフリ 81分    |

| トフティル・スタジアム, トフティル 主審: ローメル・タライェフ |

| 2015年9月4日 16:00 |

| アゼルバイジャン | 0 - 2    | オーストリア                     |
|                  | レポート | グレゴリッチュ 14分, 45分 (pen.) |

| ダルガ・アレナ, バクー 主審: デニス・シェルバコフ |

| 2015年9月4日 17:30 |

| フィンランド              | 2 - 0    | ロシア |
| ラッサス 17分 · メロ 36分 | レポート |        |

| アルト・トルサ・アレーナ, コトカ 主審: ペテル・クラロビッチ |

| 2015年9月8日 16:00 |

| アゼルバイジャン | 0 - 3    | ドイツ                                     |
|                  | レポート | ゼルケ 33分, 90+3分 · キミッヒ 88分 (pen.) |

| ダルガ・アレナ, バクー 主審: アレクサンドレ・ブコー |

| 2015年9月8日 17:30 |

| オーストリア                                             | 4 - 3    | ロシア                                           |
| グレゴリッチュ 9分 · シャウブ 21分 · シェプフ 53分, 79分 | レポート | シェイダエフ 41分, 64分 (pen.) · タシャエフ 49分 |

| NV・アレーナ, ザンクト・ペルテン 主審: セルダル・フズブユク |

| 2015年9月8日 17:30 |

| フィンランド                               | 3 - 0    | フェロー諸島 |
| ヤグビ 24分 (pen.), 39分 · スクラッブ 31分 | レポート |              |

| ISSスタディオン, ヴァンター 主審: アレクサンドル・テアン |

| 2015年10月9日 17:30 |

| オーストリア | 7 - 0    | アゼルバイジャン |
| グリリッチュ 45+1分 · グレゴリッチュ 49分 (pen.), 74分, 88分 · フリーゼンビヒラー 60分 · シェプフ 75分 · ヴィドラ 90+5分 (pen.) | レポート |                  |

| NV・アレーナ, ザンクト・ペルテン 主審: グンナール・ヤール・ヨンソン |

| 2015年10月9日 18:00 |

| ドイツ                                          | 4 - 0    | フィンランド |
| サネ 13分, 90+1分 · ゼルケ 16分 · キミッヒ 27分 | レポート |              |

| スタディオン・エッセン, エッセン 主審: クリスト・トーベル |

| 2015年10月13日 16:00 |

| アゼルバイジャン | 0 - 1    | フィンランド  |
|                  | レポート | ラッサス 80分 |

| ダルガ・アレナ, バクー 主審: ミラン・イリッチ |

| 2015年10月13日 18:30 |

| フェロー諸島 | 0 - 6    | ドイツ                                                                             |
|              | レポート | マイヤー 8分, 40分 · アルノルト 13分 · ジューレ 45+2分 · サネ 73分 · ニャブリ 75分 |

| トースフェラー, トースハウン 主審: サシャ・アムホフ |

| 2015年11月12日 17:00 |

| ロシア                              | 2 - 0    | フェロー諸島 |
| シェイダエフ 54分 · パニュコフ 77分 | レポート |              |

| クバン・スタジアム, クラスノダール 主審: アレクサンドルス・アヌフリエフス |

| 2015年11月13日 18:00 |

| ドイツ                                  | 3 - 1    | アゼルバイジャン |
| ヴェルナー 37分, 63分 · アルノルト 43分 | レポート | イサエフ 30分    |

| コンティネンタル・アレーナ, レーゲンスブルク 主審: トベタン・クラステフ |

| 2015年11月13日 18:00 |

| オーストリア                                    | 2 - 0    | フィンランド |
| グレゴリッチュ 77分 · フリーゼンビヒラー 90+1分 | レポート |              |

| オーストリア・アレーナ, ウィーン 主審: ボヤン・パンジッチ |

| 2015年11月17日 14:00 |

| アゼルバイジャン                                 | 3 - 0    | ロシア |
| ベーンケ 11分, 39分 · アブドゥラエフ 69分 (pen.) | レポート |        |

| バイル・スタジアム, バクー 主審: アイタン・シェメウレビッチ |

| 2015年11月17日 18:00 |

| ドイツ                                                  | 4 - 2    | オーストリア                     |
| マイヤー 39分 · ゴレツカ 42分 · ゼルケ 50分 · サネ 76分 | レポート | グレゴリッチュ 21分 (pen.), 86分 |

| シュターディオン・アム・ラオベンウェーク, フュルト 主審: アレハンドロ・エルナンデス |

| 2016年3月24日 17:30 |

| ロシア                      | 2 - 2    | アゼルバイジャン                |
| ズエフ 51分 · バリノフ 56分 | レポート | マダトフ 46分 · マンマドフ 59分 |

| オリンプ-2, ロストフ・ナ・ドヌ 主審: トマス・ムシアル |

| 2016年3月24日 20:00 |

| ドイツ                                                                        | 4 - 1    | フェロー諸島        |
| サネ 17分 · ナッテスタット 59分 (o.g.) · マイヤー 63分 (pen.) · ブラント 74分 | レポート | ボガソン・ダム 43分 |

| シュタディオン・アム・ボーンハイマー・ハング, フランクフルト・アム・マイン 主審: ペテル・クラロビッチ |

| 2016年3月29日 18:00 |

| オーストリア | 1 - 0    | フェロー諸島 |
| サラヒ 28分  | レポート |              |

| オーストリア・アレーナ, ウィーン 主審: ローレン・コプリワ |

| 2016年3月29日 18:00 |

| ロシア | 0 - 2    | ドイツ                      |
|        | レポート | ゼルケ 11分 · マイヤー 79分 |

| オリンプ-2, ロストフ・ナ・ドヌ 主審: ハラランボス・カロゲロプロス |

| 2016年6月2日 19:00 |

| フェロー諸島        | 1 - 6    | フィンランド                                                                                           |
| エドムンドソン 35分 | レポート | トゥオミネン 18分 · ラッサス 38分 · オショーネシー 42分 · ハンボ 45分, 73分 · T.オルセン 90+2分 (o.g.) |

| トースフェラー, トースハウン 主審: ジョニー・カサノバ |

| 2016年9月1日 |

| フェロー諸島 | 0 - 3    | ロシア                                               |
|              | レポート | コムリチェンコ 8分 · カルポフ 30分 · エフセエフ 43分 |

| トフティル・スタジアム, トフティル |

| 2016年9月2日 18:00 |

| フィンランド | 0 - 1    | オーストリア      |
|              | レポート | ドヴェダン 90+1分 |

| ヒエタラハティ・スタジアム, ヴァーサ |

| 2016年9月6日 16:00 |

| アゼルバイジャン | 1 - 1    | フェロー諸島  |
| マダトフ 55分    | レポート | ヨンソン 88分 |

| ダルガ・アレナ, バクー |

| 2016年9月6日 18:00 |

| フィンランド | 0 - 1    | ドイツ                   |
|              | レポート | ヴァイサネン 41分 (o.g.) |

| OmaSPスタディオン, セイナヨキ |

| 2016年9月6日 23:00 |

| ロシア      | 1 - 1    | オーストリア        |
| ズエフ 33分 | レポート | ヤクポヴィッチ 55分 |

| アレナ・ヒムキ, ヒムキ |

| 2016年10月7日 |

| ドイツ                                                     | 4 - 3    | ロシア                                                  |
| アルノルト 12分, 57分 (pen.) · ニャブリ 34分 · ゼルケ 36分 | レポート | リスツォフ 35分 · エフセエフ 45分 · ベズデネジニフ 60分 |

| アウディ・スポーツパーク, インゴルシュタット |

| 2016年10月7日 |

| フィンランド | 0 - 0    | アゼルバイジャン |
|              | レポート |                  |

| トゥールン競技場, ヘルシンキ |

| 2016年10月7日 |

| フェロー諸島 | 0 - 1    | オーストリア            |
|              | レポート | ショイセンガイヤー 44分 |

| トフティル・スタジアム, トフティル |

| 2016年10月11日 |

| ロシア         | 1 - 1    | フィンランド        |
| パリエンコ 3分 | レポート | ヴィイティッコ 64分 |

| アレナ・ヒムキ, ヒムキ |

| 2016年10月11日 |

| オーストリア      | 1 - 4    | ドイツ                                                                   |
| ラインハート 86分 | レポート | アルノルト 12分 · エズトゥナリ 52分 · ゼルケ 58分 · ハベラー 78分 (pen.) |

| NV・アレーナ, ザンクト・ペルテン |